# 大坦博區
大坦博區（西班牙語：Distrito de Tambo Grande），是秘魯的一個區，位於該國西北部皮烏拉大區的皮烏拉省，始建於1840年10月8日，面積1,442.81平方公里，海拔高度68米，2005年人口92,221，人口密度每平方公里64人。